# Sabrina (pel·lícula de 1954)

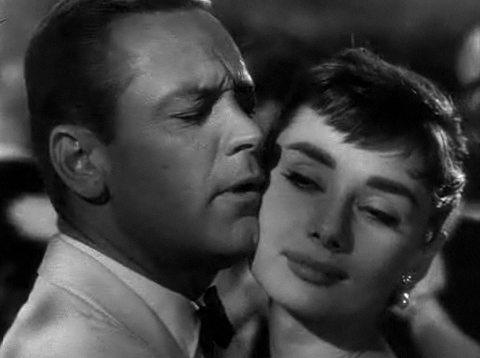
William Holden i Audrey Hepburn

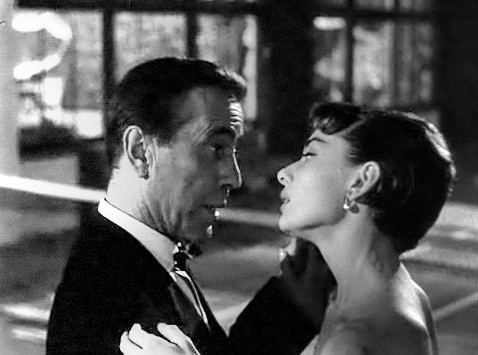
Humphrey Bogart i Audrey Hepburn

Sabrina és una pel·lícula estatunidenca dirigida per Billy Wilder, estrenada el 1954. Ha estat doblada al català.

## Argument[2]
A la seva fastuosa residència de Long Island, els Larrabee, riquissims industrials, donen feina un nombrós servei al qual no atorguen, fora de les preguntes de servei, la menor atenció. Ara bé, la deliciosa filla del xofer, Sabrina Fairchild, està bojament enamorada de David, el fill terrible i voluble de la família, que ni tan sols es fixa en ella. Per curar-la alhora del seu amor impossible i donar-li un ofici, el seu pare envia Sabrina a estudiar la cuina a París.
A la seva tornada, dos anys més tard, Sabrina, transformada, causa sensació...

## Repartiment
- Audrey Hepburn: Sabrina Fairchild
- Humphrey Bogart: Linus Larrabee
- William Holden: David Larrabee
- Walter Hampden: Oliver Larrabee
- John Williams: Thomas Fairchild
- Martha Hyer: Elizabeth Tyson
- Joan Vohs: Gretchen Van Horn
- Marcel Dalio: Baron Saint-Fontanel
- Marcel Hillaire: El Professor
- Nella Walker: Maude Larrabee
- Francis X. Bushman: M. Tyson
- Ellen Corby: Miss McCardle
- Paul Harvey: Dr. Callaway (no surt als crèdits)

## Premis i nominacions

### Premis
- 1955: Oscar al millor vestuari per Edith Head
- 1955: Globus d'Or al millor guió per Billy Wilder, Samuel A. Taylor i Ernest Lehman

### Nominacions
- 1955: Oscar al millor director per Billy Wilder
- 1955: Oscar a la millor actriu per Audrey Hepburn
- 1955: Oscar al millor guió adaptat per Billy Wilder i Samuel A. Taylor
- 1955: Oscar a la millor fotografia per Charles Lang
- 1955: Oscar a la millor direcció artística per Hal Pereira, Walter H.Tyler i Sam Comer
- 1955: BAFTA a la millor actriu britànica per Audrey Hepburn

El 2002, la Biblioteca del Congrés estatunidenc ha inscrit la pel·lícula al National Film Registry.